# Astimedusa
Nella mitologia greca,  Astimedusa  era il nome, secondo una versione del mito, della terza moglie di Edipo.

## Il mito
Secondo tale versione, Edipo dopo la morte di Eurigania (seconda moglie di Edipo) sposò Astimedusa. Una volta sposati la donna gelosa dei due figli del marito, Eteocle e Polinice, fece in modo che i due litigassero con il padre. Infatti accusando i due ragazzi di fronte ad Edipo, affermando che i ragazzi le fossero avversi, che non l'avessero accettata come madre e altre calunnie varie, il marito maledisse i suoi figli.

### Moderna
- Anna Ferrari, Dizionario di mitologia, Litopres, UTET, 2006, ISBN 88-02-07481-X.
- Pierre Grimal, Enciclopedia della mitologia 2ª edizione, Brescia, Garzanti, 2005, ISBN 88-11-50482-1. Traduzione di Pier Antonio Borgheggiani